# 1782
| [ Edytuj tabelę ]                  | |
| Król Polski                        | - 1764 Stanisław August Poniatowski 1795 |
| Emir Afganistanu                   | - 1772 Timur Szah Durrani 1793 |
| Współksiążęta Andory               | - 1780 Joan de García y Montenegro 1783 - 1774 Ludwik XVI 1792                                                                                         |
| Elektor Bawarii                    | - 1777 Karol Teodor 1799 |
| Sułtan Brunei                      | - 1762 Omar Ali Saifuddin I 1795 |
| Cesarz Chin                        | - 1735 Qianlong 1796 |
| Król Czech                         | - 1780 Józef II Habsburg 1790 |
| Król Danii                         | - 1766 Chrystian VII 1808 |
| Dalajlama                          | - 1758 Jamphel Gjaco 1804 |
| Król Francji                       | - 1774 Ludwik XVI 1792 |
| Król Gruzji                        | - 1762 Herakliusz II 1798 |
| Król Hiszpanii                     | - 1759 Karol III 1788 |
| Landgraf Hesji-Kassel              | - 1760 Fryderyk II Heski 1785 |
| Stadhouder Holandii                | - 1751 Wilhelm V Orański 1795 |
| Szach Iranu                        | - 1779 Sadik Chan 1782 - 1782 Ali Murad Chan 1785 |
| Państwo Wielkich Mogołów           | - 1759 Shah Alam II 1806 |
| Król Irlandii                      | - 1760 Jerzy III Hanowerski 1820 |
| Cesarz Japonii                     | - 1779 Kōkaku 1817 |
| Kalif                              | - 1773 Abdülhamid I 1789 |
| Prezydent Kongresu Kontynentalnego | - 1781 Thomas McKean 1782 - 1781 John Hanson 1782 - 1782 Elias Boudinot 1783                                                                           |
| Patriarcha Konstantynopola         | - 1780 Gabriel IV 1785 |
| Władca Korei                       | - 1776 Chŏngjo 1800 |
| Książę Kurlandii i Semigalii       | - 1769 Piotr Biron 1795 |
| Emir Kuwejtu                       | - 1762 Abd Allah I 1814 |
| Książę Liechtensteinu              | - 1781 Alojzy I 1805 |
| Sułtan Maroka                      | - 1757 Muhammad III 1790 |
| Książę Monako                      | - 1733 Honoriusz III 1793 |
| Król Nawarry                       | - 1774 Ludwik XVI 1791 |
| Król Nepalu                        | - 1777 Rana Bahadur 1799 |
| Król Norwegii                      | - 1766 Chrystian VII 1784 |
| Sułtan Omanu                       | - 1749 Ahmad ibn Sa’id 1783 |
| Elektor Palatynatu                 | - 1742 Karol IV Teodor 1799 |
| Papież                             | - 1775 Pius VI 1799 |
| Książę Parmy i Piacenzy            | - 1765 Ferdynand 1802 |
| Król Portugalii                    | - 1777 Maria I 1816 - 1777 Piotr III (król iure uxoris) 1786                                                                                           |
| Król Prus                          | - 1772 Fryderyk II Wielki 1786 |
| Car Rosji                          | - 1762 Katarzyna II Wielka 1796 |
| Cesarz Rzymski (niemiecki)         | - 1765 Józef II Habsburg 1790 |
| Kapitanowie Regenci San Marino     | - 1781 Baldassarre Giangi Giovanni Antonio Malpeli 1782 - 1782 Giambattista Bonelli Antimo Meloni 1782 - 1782 Giuseppe Giannini Francesco Malpeli 1783 |
| Elektor Saksonii                   | - 1763 Fryderyk August III 1806 |
| Król Sardynii                      | - 1773 Wiktor Amadeusz III 1796 |
| Król Szwecji                       | - 1771 Gustaw III 1792 |
| Król Tajlandii                     | - 1769 Taksin 1782 - 1782 Buddha Yodfa Chulalok 1809                                                                                                   |
| Sułtan Turków                      | - 1774 Abdülhamid I 1789 |
| Doża Wenecji                       | - 1779 Paolo Renier 1789 |
| Król Węgier                        | - 1780 Józef II 1790 |
| Monarcha Wielkiej Brytanii         | - 1760 Jerzy III 1820 |
| Premier Wielkiej Brytanii          | - 1770 Lord North 1782 - 1782 Charles Watson-Wentworth 1782 - 1782 William Petty 1783                                                                  |
| Cesarz Wietnamu                    | - 1778 Thái Đức 1788 |

Rok 1782 / MDCCLXXXII
stulecia: XVII wiek ~
XVIII wiek ~
XIX wiek

lata: 1772 «
1777 «
1778 «
1779 «
1780 «
1781 «
1782
» 1783
» 1784
» 1785
» 1786
» 1787
» 1792

## Wydarzenia w Polsce

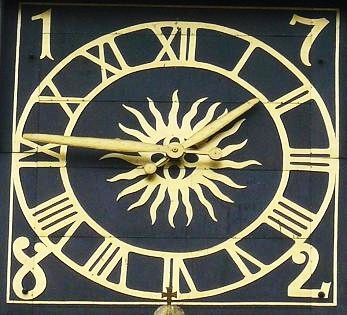
Zegar na Ratuszu w Poznaniu z 1782

- 10 kwietnia – król Stanisław August Poniatowski powołał Komisję Kruszcową.
- 28 lutego – dekretem cesarza Józef II na ziemiach polskich pod zaborem austriackim powstał Fundusz Religijny z przejętych majątków ziemskich należących do kleru. Z przeznaczeniem na działalność charytatywną i potrzeby kleru[1].

## Wydarzenia na świecie
- 7 stycznia – w Filadelfii otwarto pierwszy komercyjny bank amerykański Bank of North America.
- 13 lutego – Francja zajęła karaibską wyspę Saint Kitts.
- Marzec – w Wielkiej Brytanii utworzono Foreign Office.
- 8 marca – wojna o niepodległość Stanów Zjednoczonych: 94 Indian zostało zamordowanych przez amerykańską milicję, na terenie misji braci czeskich, w pobliżu miejscowości Gnadenhutten (Ohio).
- 16 marca – król Ferdynand III wydał dekret o zniesieniu inkwizycji sycylijskiej.
- 23 marca – we Francji została wydana powieść epistolarna Pierre’a Choderlosa de Laclosa Niebezpieczne związki.
- 27 marca – Charles Watson-Wentworth został po raz drugi premierem Wielkiej Brytanii.
- 30 marca – powstanie Tupaca Amaru II: wygrana wojsk hiszpańskich w bitwie pod Moho.
- 6 kwietnia – Rama I Wielki został koronowany na króla Tajlandii.
- 9 kwietnia – wojna o niepodległość Stanów Zjednoczonych: rozpoczęła się bitwa koło wysp Les Saintes.
- 21 kwietnia – założono Bangkok.
- 30 kwietnia – papież Pius VI erygował diecezję Ibizy.
- 6 maja – w Bangkoku rozpoczęto budowę Wielkiego Pałacu Królewskiego.
- 17 maja – w Salbai podpisano traktat pokojowy kończący I wojnę Brytyjczyków z Imperium Marathów w Indiach.
- 10 czerwca – założono miasto Canelones w Urugwaju.
- 20 czerwca – Kongres Stanów Zjednoczonych zatwierdził wzór Wielkiej Pieczęci Stanów Zjednoczonych.
- 16 lipca – w Wiedniu odbyła się premiera opery komicznej Uprowadzenie z seraju Wolfganga Amadeusa Mozarta.
- 4 sierpnia – Wolfgang Amadeus Mozart poślubił śpiewaczkę Konstancję Weber.
- 7 sierpnia – w Petersburgu z ukazu Katarzyny II odsłonięto konny pomnik Piotra I przez Puszkina nazwany „Jeźdźcem miedzianym”.
- 30 listopada – dyplomaci brytyjscy i amerykańscy podpisali w Paryżu preliminaria pokojowe kończące wojnę o niepodległość Stanów Zjednoczonych.
- 14 grudnia – Bracia Montgolfier wypuścili z przydomowego ogródka swój pierwszy balon o objętości 18 m³, który osiągnął wysokość 250 m. Dwa dni później sporządzili i wysłali notatkę o tym fakcie do Paryskiej Akademii Nauk.

## Urodzili się
- 18 stycznia - Daniel Webster, amerykański prawnik, polityk, sekretarz stanu USA (zm. 1852)
- 29 stycznia - Franciszek Ścigalski, polski skrzypek, kompozytor, dyrygent (zm. 1846)
- 27 lutego – Maria Teresa Haze, belgijska zakonnica, założycielka Zgromadzenia Córek od Krzyża, błogosławiona katolicka (zm. 1876)
- 14 marca - Thomas Hart Benton, amerykański polityk, senator ze stanu Missouri (zm. 1858)
- 18 marca - John C. Calhoun, amerykański polityk, wiceprezydent USA (zm. 1850)
- 21 marca - Józef Goldtmann, polski duchowny katolicki, biskup sandomierski (zm. 1852)
- 5 kwietnia - Wincenty Leon Szeptycki, polski generał brygady, uczestnik powstania listopadowego (zm. 1836)
- 18 kwietnia – Georg August Goldfuss, niemiecki zoolog i paleontolog (zm. 1848)
- 26 kwietnia – Maria Amelia Burbon, królowa Francuzów, żona Ludwika Filipa I (zm. 1866)
- 19 maja – Iwan Paskiewicz, rosyjski feldmarszałek, namiestnik Królestwa Polskiego (zm. 1856)
- 26 maja – Joseph Drechsler, austriacki kompozytor, dyrygent i organista pochodzenia czeskiego (zm. 1852)
- 3 lipca – Pierre Berthier, francuski geolog i mineralog (zm. 1861)
- 26 lipca – John Field, irlandzki pianista i kompozytor (zm. 1837)
- 1 sierpnia – Eugeniusz de Mazenod, francuski duchowny katolicki, założyciel Misjonarzy Oblatów Maryi Niepokalanej, biskup Marsylii, święty (zm. 1861)
- 9 września - Lewis Cass, amerykański polityk, sekretarz stanu (zm. 1866)
- 16 września – Dàoguāng, cesarz Chin (zm. 1850)
- 27 października – Niccolò Paganini, włoski skrzypek i kompozytor (zm. 1840)
- 30 października – Wawrzyniec Maria od św. Franciszka Ksawerego, włoski pasjonista, błogosławiony katolicki (zm. 1856)
- 4 listopada - John Branch, amerykański polityk, dyplomata, senator ze stanu Karolina Północna (zm. 1863)
- 13 listopada – Józef Kornhäusel, austriacki architekt (zm. 1860)
- 5 grudnia – Martin Van Buren, ósmy prezydent USA (zm. 1862)
- 7 grudnia – Ambroży Grabowski, polski historyk, księgarz, kolekcjoner, archeolog i antykwariusz (zm. 1868)
- 9 grudnia - Waleria Tarnowska, polska malarka, kolekcjonerka (zm. 1849)

- data dzienna nieznana: 
  - Barbara Cho Chŭng-i, koreańska męczennica, święta katolicka (zm. 1839)
  - Joachim Hao Kaizhi, chiński męczennik, święty katolicki (zm. 1839)

## Zmarli
- 1 stycznia – Johann Christian Bach, kompozytor, syn Johanna Sebastiana Bacha (ur. 1735)
- 26 lutego – José Cadalso, hiszpański pisarz (ur. 1741)
- 17 marca – Daniel Bernoulli, szwajcarski matematyk (ur. 1700)
- 7 kwietnia – Taksin, król Tajlandii (ur. 1734)
- 8 maja – Sebastião José de Carvalho e Melo, portugalski polityk, premier (ur. 1699)
- 7 sierpnia – Andreas Sigismund Marggraf, niemiecki chemik (ur. 1709)
- 16 września – Farinelli, włoski śpiewak, kastrat (ur. 1705)
- 2 października – Charles Lee, brytyjski wojskowy i dyplomata (ur. 1732)

## Święta ruchome
- Tłusty czwartek: 7 lutego
- Ostatki: 12 lutego
- Popielec: 13 lutego
- Niedziela Palmowa: 24 marca
- Wielki Czwartek: 28 marca
- Wielki Piątek: 29 marca
- Wielka Sobota: 30 marca
- Wielkanoc: 31 marca
- Poniedziałek Wielkanocny: 1 kwietnia
- Wniebowstąpienie Pańskie: 9 maja
- Zesłanie Ducha Świętego: 19 maja
- Boże Ciało: 30 maja